# Liste der Kulturdenkmale in Westerholz
In der Liste der Kulturdenkmale in Westerholz sind alle Kulturdenkmale der schleswig-holsteinischen Gemeinde Westerholz (Kreis Schleswig-Flensburg) aufgelistet (Stand: 10. März 2025).

## Legende
In den Spalten befinden sich folgende Informationen:
- Objekt-ID: die Nummer des Kulturdenkmales
- Lage: die Adresse des Kulturdenkmales und die geographischen Koordinaten. Kartenansicht, um Koordinaten zu setzen. In der Kartenansicht sind Kulturdenkmale ohne Koordinaten mit einem roten Marker dargestellt und können in der Karte gesetzt werden. Kulturdenkmale ohne Bild sind mit einem blauen Marker gekennzeichnet, Kulturdenkmale mit Bild mit einem grünen Marker.
- Offizielle Bezeichnung: Bezeichnung des Kulturdenkmales
- Beschreibung: die Beschreibung des Kulturdenkmales
- Bild: ein Bild des Kulturdenkmales

## Sachgesamtheiten
| Objekt-ID | Lage                                        | Offizielle Bezeichnung              | Beschreibung | Bild |
| --------- | ------------------------------------------- | ----------------------------------- | --- | ---- |
| 36136     | Haffstraße 28 (54° 48′ 16″ N, 9° 40′ 17″ O) | Hofanlage Westerholz, Haffstraße 28 | Hofstelle in abgeschiedener Lage, bestehend aus einem ehem. Wohn- und Wirtschaftsgebäude (Mitte 18. Jh.) mit winkelförmig angesetzter Erweiterung und einem freistehenden Abnahmehaus (2. Hälfte 19. Jh.), Backsteingebäude mit abgewalmten Dächern - Begründung: geschichtlich, künstlerisch, Kulturlandschaft prägend - Schutzumfang: Wohn- und Wirtschaftsgebäude, Abnahmehaus | BW   |

## Bauliche Anlagen
| Objekt-ID | Lage                                        | Offizielle Bezeichnung       | Beschreibung | Bild                             |
| --------- | ------------------------------------------- | ---------------------------- | --- | -------------------------------- |
| 7563      | Fördestraße 24 (54° 48′ 17″ N, 9° 43′ 8″ O) | Wohnhaus                     | Wohnhaus; 1879; Hof Seeklüft, eingeschossiger traufständiger Backsteinbau auf Putzsockel mit schiefergedecktem Halbwalmdach, straßenseitig die drei mittleren Achsen leicht vorgezogen und firsthoch übergiebelt mit Giebelzier, darunter Mitteleingang mit Freitreppe und zweiflügeliger Oberlichttür in betontem Backsteingewände, Fassadengliederung durch schlichte Bänderung aus schwarz glasierten Ziegeln und in Rundbögen verlaufendes Traufgesims in gelbem Backstein, mit seitlicher Scheune, Hausbaum (Buche) und Lindenallee - Begründung: geschichtlich, Kulturlandschaft prägend - Schutzumfang: Wohnhaus, Scheune, Lindenallee, Hausbaum (Buche) - Denkmaltyp: Bauliche Anlage | BW                               |
| 3900      | Haffstraße 12 (54° 48′ 55″ N, 9° 40′ 13″ O) |                              | Windmühle Steinadler; 1876; zweigeschossiger Galerieholländer mit verputztem und sich nach oben leicht verjüngendem Backsteinrumpf auf achteckigem Grundriss, im Norden angeschlossener Wirtschaftsanbau - Begründung: geschichtlich, technisch, Kulturlandschaft prägend - Schutzumfang: gesamtes Objekt - Denkmaltyp: Bauliche Anlage | weitere Fotos \| Fotos hochladen |
| 3899      | Haffstraße 18 (54° 48′ 36″ N, 9° 40′ 10″ O) | Bohlenscheune                | Alteintragung (Aktualisierung vorgesehen) - Begründung: Alteintragung (Aktualisierung vorgesehen) - Schutzumfang: Alteintragung (Aktualisierung vorgesehen) - Denkmaltyp: Bauliche Anlage | Fotos hochladen                  |
| 6687      | Haffstraße 28 (54° 48′ 16″ N, 9° 40′ 17″ O) | Wohn- und Wirtschaftsgebäude | Haupthaus einer Hofanlage; Mitte 18. Jh.; langgestreckter eingeschossiger Backsteinbau mit reetgedecktem Walmdach und Knüppelfirst, Querdiele, der Wirtschaftsteil winkelförmig nach Norden erweitert - Begründung: geschichtlich, künstlerisch, Kulturlandschaft prägend - Schutzumfang: gesamtes Objekt - Denkmaltyp: Bauliche Anlage, Sachgesamtheit: Hofanlage Westerholz, Haffstraße 28 | BW                               |
| 6688      | Haffstraße 28 (54° 48′ 16″ N, 9° 40′ 18″ O) | Abnahmehaus                  | Abnahme einer Hofanlage; 2. Hälfte 19. Jh.; kleiner eingeschossiger Rotsteinbau mit Halbwalmdach, ädikulaartig gerahmter Eingang, Ecklisenen und Zierfriese - Begründung: geschichtlich, künstlerisch, Kulturlandschaft prägend - Schutzumfang: gesamtes Objekt - Denkmaltyp: Bauliche Anlage, Sachgesamtheit: Hofanlage Westerholz, Haffstraße 28 | BW                               |
| 6686      | Osterholz 11 (54° 48′ 51″ N, 9° 41′ 23″ O)  | Wohn- und Wirtschaftsgebäude | Wohn- und Wirtschaftsgebäude; Anfang 19. Jh.; eingeschossiger traufständiger Backsteinbau, weiß geschlämmt, auf Granitquadersockel mit reetgedecktem Halbwalm- und Walmdach und Knüppelfirst, nach Norden Stallflügelanbau - Begründung: geschichtlich, Kulturlandschaft prägend - Schutzumfang: gesamtes Objekt - Denkmaltyp: Bauliche Anlage | BW                               |

## Quelle
- Liste der Kulturdenkmale in Schleswig-Holstein – Kreis Schleswig-Flensburg

- Karte mit allen Koordinaten:
- OSM |
- WikiMap